# Caloptilia tirantella
Caloptilia tirantella är en fjärilsart som beskrevs av Legrand 1965. Caloptilia tirantella ingår i släktet Caloptilia och familjen styltmalar.
Artens utbredningsområde är Seychellerna. Inga underarter finns listade i Catalogue of Life.